# 나고야 시영 지하철 메이조선
나고야 시 교통국 지하철 메이조 선(명고옥시영지하철명성선, 일본어: 名古屋市営地下鉄名城線, なごやしえいちかてつ めいじょうせん)은 일본 나고야시 히가시구의 가나야마역에서 사카에역, 오조네역, 모토야마역, 아라타마바시 역을 경유하여 가나야마 역까지 순환하는 나고야 시 교통국의 지하철 노선이다. 일본에 있는 지하철 중 유일한 순환선이다. 노선 기호는 M(Meijo)이다.
나고야 시 고속도 철도 제2호선(일본어: 名古屋市高速度鉄道第2号線) 일부와 나고야 시 고속도 철도 제4호선(일본어: 名古屋市高速度鉄道第4号線)으로 구성된다.

## 역사
- 1965년 10월 15일: 2호선 사카에마치 ~ 시청(시야쿠쇼) 구간이 개통
- 1966년 6월 1일: 사카에마치 역의 역명을 사카에 역으로 변경
- 1967년 3월 30일: 가나야마 ~ 사카에 구간이 개통
- 1969년 4월 25일: 노선 애칭을 메이조 선으로 결정, 1969년 5월 1일부터 사용 시작
- 1971년 3월 29일: 나고야코 ~ 가나야마 구간이 개통
- 1971년 12월 20일: 시야쿠쇼 ~ 오조네 구간이 개통
- 1974년 3월 30일: 4호선 아라타마바시 ~ 가나야마 구간이 개통
- 1989년 9월 10일: 사카에 ~ 시야쿠쇼 사이에 히사야 오도리 역이 영업 개시
- 2000년 1월 19일: 오조네 ~ 스나다바시 구간이 개통
- 2003년 12월 13일: 스나다바시-나고야 대학 구간이 개통
- 2004년 10월 6일: 4호선 나고야 대학 ~ 아라타마바시 구간이 개통함으로 순환선이 완성됨. 순환선을 메이조 선으로 변경됨. 나고야코 ~ 가나야마 구간을 메이코 선으로 분리됨.

## 차량
- 2000형

## 역 목록
| 역 번호 | 역 이름             | 일본어 이름          | 접속 노선                                                                           | 소재지   | 소재지   | 소재지                                                |
| ------- | ------------------- | -------------------- | ----------------------------------------------------------------------------------- | -------- | -------- | ----------------------------------------------------- |
| M01     | 가나야마            | 金山                 | 〓 메이코 선 (E01, 일부 직결 운행) 도카이도 본선, 주오 본선 나고야 철도 나고야 본선 | 아이치현 | 나고야시 | 나카구                                                |
| M02     | 히가시베쓰인        | 東別院               |                                                                                     | 아이치현 | 나고야시 | 나카구                                                |
| M03     | 가미마에즈          | 上前津               | ■ 쓰루마이 선 (T09)                                                                 | 아이치현 | 나고야시 | 나카구                                                |
| M04     | 야바초              | 矢場町               |                                                                                     | 아이치현 | 나고야시 | 나카구                                                |
| M05     | 사카에              | 栄                   | ■ 히가시야마 선 (H10)                                                               | 아이치현 | 나고야시 | 나카구                                                |
| M06     | 히사야오도리        | 久屋大通             | ■ 사쿠라도리 선 (S05)                                                               | 아이치현 | 나고야시 | 나카구                                                |
| M07     | 나고야조            | 名古屋城             |                                                                                     | 아이치현 | 나고야시 | 나카구                                                |
| M08     | 메이조코엔          | 名城公園             | 기타구                                                                              | 아이치현 | 나고야시 |                                                       |
| M09     | 구로카와            | 黒川                 | 기타구                                                                              | 아이치현 | 나고야시 |                                                       |
| M10     | 시가혼도리          | 志賀本通             | 기타구                                                                              | 아이치현 | 나고야시 |                                                       |
| M11     | 헤이안도리          | 平安通               | 기타구                                                                              | 아이치현 | 나고야시 | ■ 가미이다 선 (K02)                                   |
| M12     | 오조네              | 大曽根               | 기타구                                                                              | 아이치현 | 나고야시 | 주오 본선, 나고야 철도 세토 선 나고야 가이드웨이 버스 |
| M13     | 나고야돔마에야다    | ナゴヤドーム前矢田   |                                                                                     | 아이치현 | 나고야시 | 히가시구                                              |
| M14     | 스나다바시          | 砂田橋               |                                                                                     | 아이치현 | 나고야시 | 히가시구                                              |
| M15     | 자야가사카          | 茶屋ヶ坂             | 지쿠사구                                                                            | 아이치현 | 나고야시 |                                                       |
| M16     | 지유가오카          | 自由ヶ丘             | 지쿠사구                                                                            | 아이치현 | 나고야시 |                                                       |
| M17     | 모토야마            | 本山                 | 지쿠사구                                                                            | 아이치현 | 나고야시 | ■ 히가시야마 선 (H16)                                 |
| M18     | 나고야다이가쿠      | 名古屋大学           | 지쿠사구                                                                            | 아이치현 | 나고야시 |                                                       |
| M19     | 야고토닛세키        | 八事日赤             | 쇼와구                                                                              | 아이치현 | 나고야시 |                                                       |
| M20     | 야고토              | 八事                 | 쇼와구                                                                              | 아이치현 | 나고야시 | ■ 쓰루마이 선 (T15)                                   |
| M21     | 소고리하비리센타    | 総合リハビリセンター |                                                                                     | 아이치현 | 나고야시 | 미즈호구                                              |
| M22     | 미즈호운도조 히가시 | 瑞穂運動場東         |                                                                                     | 아이치현 | 나고야시 | 미즈호구                                              |
| M23     | 아라타마바시        | 新瑞橋               | ■ 사쿠라도리 선 (S14)                                                               | 아이치현 | 나고야시 | 미즈호구                                              |
| M24     | 묘온도리            | 妙音通               |                                                                                     | 아이치현 | 나고야시 | 미즈호구                                              |
| M25     | 호리타              | 堀田                 |                                                                                     | 아이치현 | 나고야시 | 미즈호구                                              |
| M26     | 아쓰타진구덴마초    | 熱田神宮伝馬町       | 아쓰타구                                                                            | 아이치현 | 나고야시 |                                                       |
| M27     | 아쓰타진구니시      | 熱田神宮西           | 아쓰타구                                                                            | 아이치현 | 나고야시 |                                                       |
| M28     | 니시타카쿠라        | 西高蔵               | 아쓰타구                                                                            | 아이치현 | 나고야시 |                                                       |
| M01     | 가나야마            | 金山                 | 〓 메이코 선 (E01, 일부 직결 운행) 도카이도 본선, 주오 본선 나고야 철도 나고야 본선 | 아이치현 | 나고야시 | 나카 구                                               |

## 같이 보기
- 서울 지하철 2호선
- 야마노테 선
- 도쿄 도 교통국 지하철 오에도 선
- 베이징 지하철 2호선